# Zagato Zele
La Zagato Zele è una microvettura a trazione elettrica prodotta tra il 1972 e il 1976 dalla casa automobilistica italiana Zagato.

## Storia

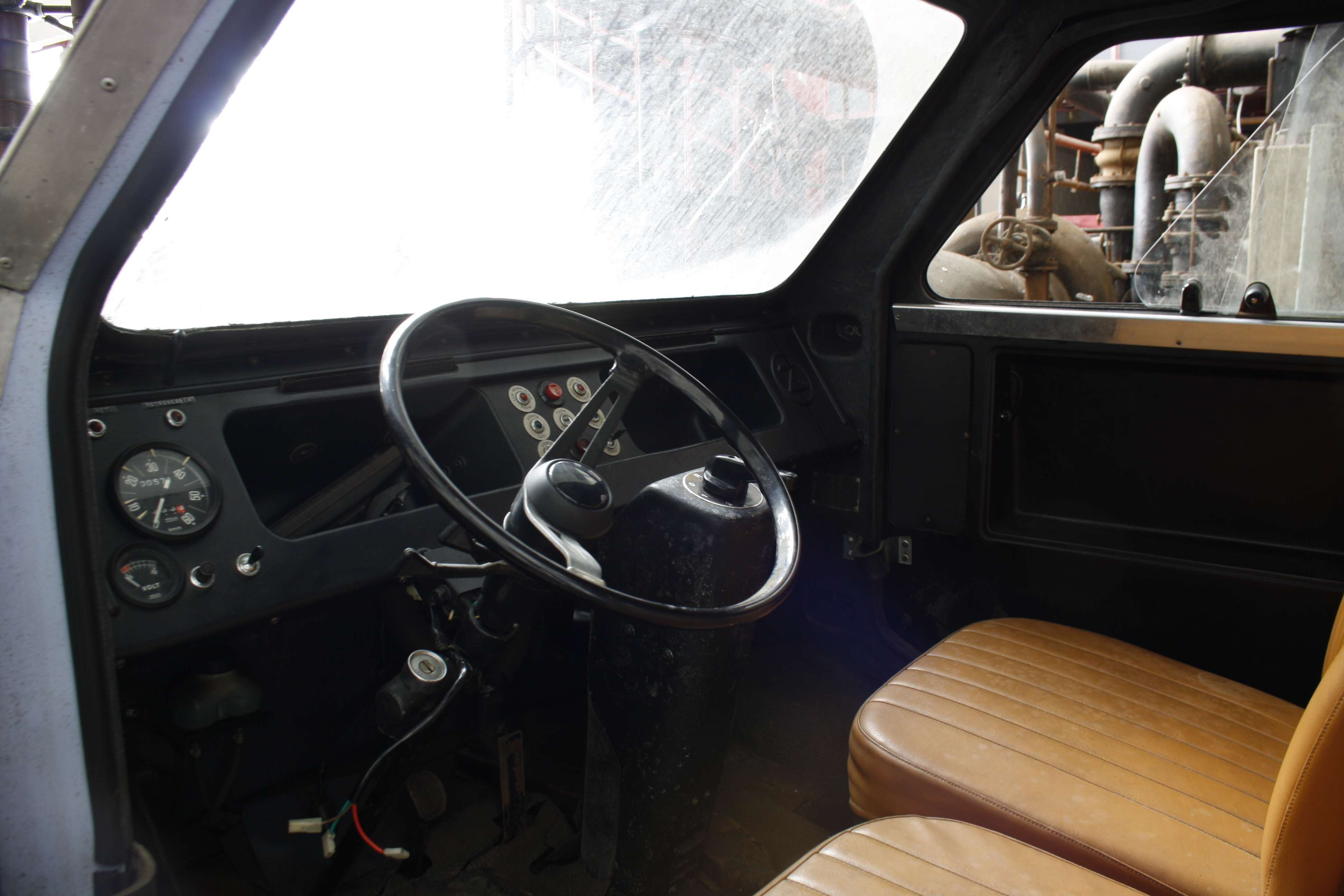
Il semplice interno della Zele.

Si tratta di una piccola vetturetta di poco più di due metri di lunghezza, con carrozzeria a due posti realizzata in vetroresina. Con la "Zele", il designer milanese si discostò dalla sua tradizionale dedizione a vetture granturismo di prestigio, per cimentarsi in un tema per lui assolutamente inedito.
Il prototipo denominato "Zele 1000", evoluzione del precedente prototipo "Milanina", venne presentato nel novembre 1972 al 54º Salone di Torino, quale microvettura per risolvere i problemi di traffico e di inquinamento nelle città, dove la maggior parte dei veicoli circolanti nelle ore di punta effettuavano spostamenti a breve o brevissimo raggio e con il solo guidatore a bordo.

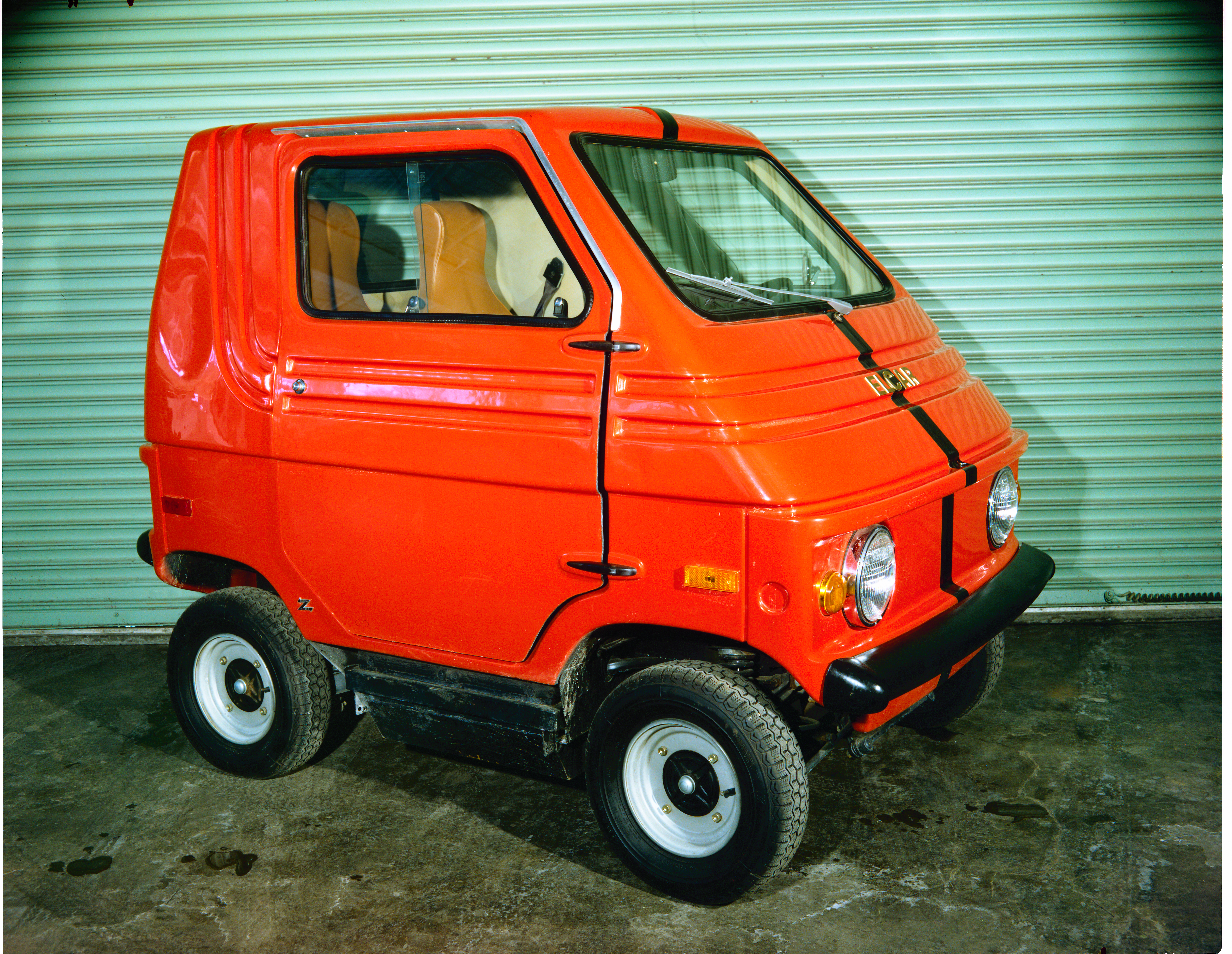
Elcar Zele

L'accoglienza fu inizialmente tiepida e furono prodotti pochi esemplari su ordinazione. La crisi petrolifera del 1973, riaccese l'interesse sulle automobili elettriche e la "Zele" entrò in produzione di piccola serie nell'estate del 1974, quale vetturetta di piccolissima taglia, spinta da un motore elettrico, moderna interpretazione della corsa al risparmio energetico.
La "Zele" era disponibile in tre versioni, denominate 1000, 1500 e 2000 (secondo la potenza elettrica in Watt), ognuna spinta da un motore elettrico alimentato da un gruppo batterie da rispettivamente 24, 36 o anche 48 V, per una potenza massima di 4.8 CV e un'autonomia massima di 70 km nel caso della versione meno potente e fino a 100 km per la versione più spinta. I tempi di ricarica completa erano di sei ore circa. La vetturetta era anche provvista di un cambio semiautomatico a sei rapporti avanti e due indietro. Quanto alle prestazioni, la velocità massima era di 40 km/h. La Zele fu importata in alcuni esemplari anche dalla statunitense Elcar, che ne propose anche un prototipo a 4 posti, denominata Elcar Wagonette.